# Haris Duljević
Haris Duljević (Sarajevo, 16 novembre 1993) è un calciatore bosniaco, centrocampista dello Stal Rzeszów.

## Carriera

### Club
Ha giocato per diversi anni, nel campionato bosniaco con le rispettive squadre; Čelik Zenica, Olimpik Sarajevo, Sarajevo, con quest'ultima ha vinto il campionato nella stagione 2014-2015.
Nell'agosto 2017 firma un contratto triennale con i tedeschi della Dinamo Dresda, società militante in 2. Fußball-Bundesliga.

### Nazionale
Ha esordito nel 2013 con la Bosnia ed Erzegovina under 21 in una partita valida alle qualificazioni agli europei di categoria.
Nel marzo 2016 viene convocato per la prima volta dal CT. Mehmed Baždarević nella nazionale bosniaca. Fa il suo esordio ufficiale il 25 marzo seguente, nell'amichevole esterna giocata contro il Lussemburgo, subentrando al minuto 59º a Edin Višća.

## Palmarès

### Club

#### Competizioni nazionali
- Campionato bosniaco: 1

Sarajevo: 2014-2015